# Veendermolen
De Veendermolen is een grondzeiler nabij Roelofarendsveen. De molen is in 1934 op een bestaande onderbouw uit 1830 gebouwd, ten behoeve van de bemaling van de Veenderpolder. In de onderbouw had tussen 1926 en 1934 een dieselgemaal gestaan, dat echter slecht functioneerde. Het polderbestuur besloot daarop het gemaal weer te vervangen door de huidige molen.
Opvallend is het metselwerk: pas vlak bij de molen is te zien dat de molen niet bedekt is met riet, maar is gemetseld naar het model van de achtkantige met riet bedekte molens. Wat ook opvalt is de koperen beplating op de kap. De aannemer die in 1934 de molen repareerde, had een aantal koperen platen over van de kerktoren van Hoogmade, waaraan hij ook werkte. In 1934 had de molen op beide roeden Dekkerwieken. Omstreeks 1945 werd op de buitenroe de Prinsenmolenwieken aangebracht. In 1956 of 1957 zijn op beide roede fokwieken aangebracht.
De Veendermolen maalde tot 1967 op de wind, daarna werd de vijzel door een elektromotor aangedreven. De wieken werden stilgezet. Tijdens de storm in de nacht van 12 op 13 november 1972 ging het wiekenkruis draaien. Gelukkig voor de molen kon het bijtijds worden stilgezet. Door dit voorval werd de Veendermolen reeds in 1973 hersteld. Sinds 1978 is de Rijnlandse Molenstichting eigenaar. De Veendermolen is sinds 1976 weer maalvaardig en is regelmatig in bedrijf. In de molen is een zeilschool gevestigd; de molen is niet te bezoeken.

## Fotogalerij

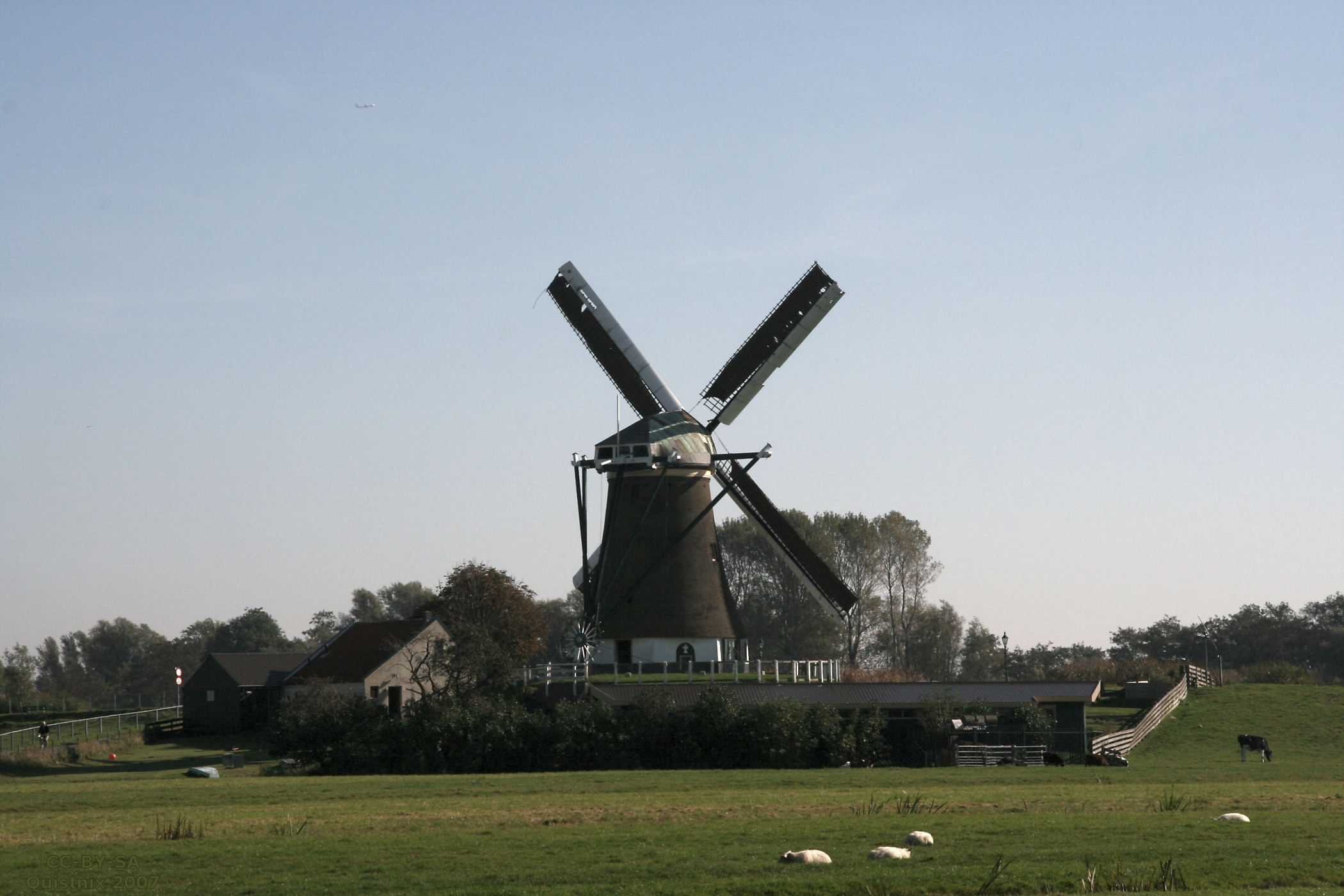
Draaiend met zeilen
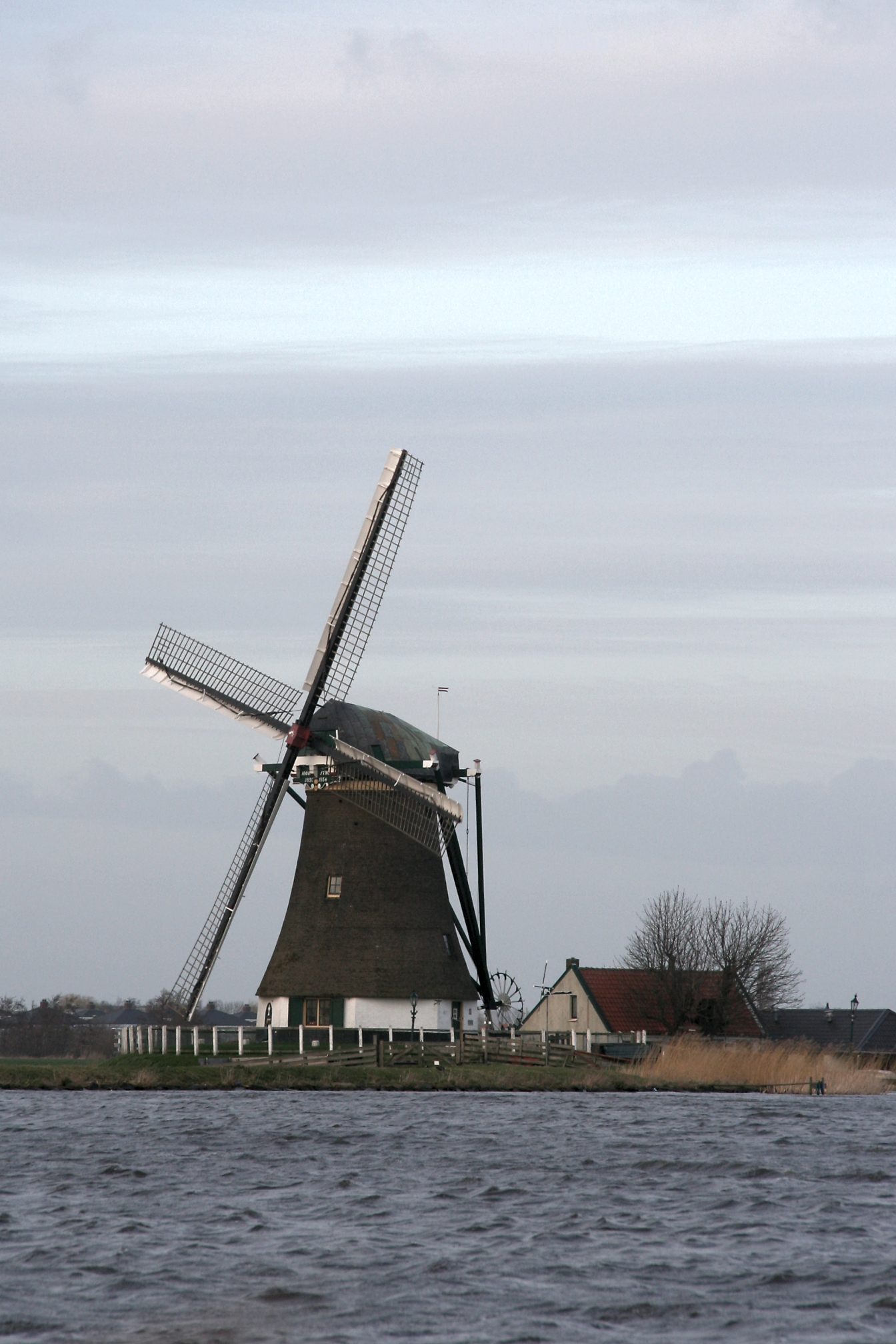
Vanaf de overkant van het water
- De Veendermolen wordt in 1934 in bedrijf gesteld